# Elatostema angulaticaule
Elatostema angulaticaule är en nässelväxtart som beskrevs av Wen Tsai Wang och Y.G.Wei. Elatostema angulaticaule ingår i släktet Elatostema och familjen nässelväxter. Utöver nominatformen finns också underarten E. a. lasiocladum.